# (47162) Chicomendez
(47162) Chicomendez est un astéroïde de la ceinture principale.

## Description
(47162) Chicomendez est un astéroïde de la ceinture principale. Il fut découvert le 2 octobre 1999 à Monte Agliale par Matteo Santangelo. Il présente une orbite caractérisée par un demi-grand axe de 2,23 UA, une excentricité de 0,10 et une inclinaison de 6,5° par rapport à l'écliptique.

## Compléments